# Arthuria micra
Arthuria micra är en svampart som beskrevs av Buriticá & J.F. Hennen 1998. Arthuria micra ingår i släktet Arthuria och familjen Phakopsoraceae.   Inga underarter finns listade i Catalogue of Life.